# Clarks Grove (Minnesota)
Pour les articles homonymes, voir Clarks Grove.
Clarks Grove est une ville américaine située dans le Comté de Freeborn, dans le Minnesota. Selon le recensement de 2010, sa population est de 706 habitants.